# Barulhinho bom: Uma viagem musical
 (avril 2017).
Si vous disposez d'ouvrages ou d'articles de référence ou si vous connaissez des sites web de qualité traitant du thème abordé ici, merci de compléter l'article en donnant les références utiles à sa vérifiabilité et en les liant à la section « Notes et références ».
Albums de Marisa Monte
Verde, Anil, Amarelo, Cor-de-Rosa e Carvão
(1994) Memórias, Crônicas e Declarações de Amor
(2000)
Barulhinho bom: Uma viagem musical est le quatrième album de la chanteuse, compositrice et productrice musicale brésilienne Marisa Monte, sorti en 1996. 

## Présentation
Barulhinho bom est un album double composé, pour le premier disque, d'un live et, pour le second, d'un enregistrement studio.
L'album live (Ao Vivo) est enregistré au Teatro Guararapes, à Recife (Pernambouc, Brésil), les 13 et 14 octobre 1995 et au Teatro Carlos Gomes, à Rio de Janeiro, le 28 mars 1996. L'album studio (Em Estúdio) est enregistré dans les studios Impressão Digital (Rio de Janeiro), en juin 1996.
Cet album, plus proche du monde de la samba, provoque une polémique par sa couverture (un dessin de l'artiste "porno-naïf" Carlos Zéfiro). Aux États-Unis, où l'album est publié sous le titre A Great Noise, cette pochette est censurée par une bande noire sur le dessin de la poitrine.
L'album studio contient trois chansons inédites (Arrepio, Magamalabares et Maraçá) composées par Carlinhos Brown, un poème (Blanco) mis en musique et traduit par l'artiste.

## Liste des titres
| Disque 1 - Ao Vivo (en live) | Disque 1 - Ao Vivo (en live)          | Disque 1 - Ao Vivo (en live)                | Disque 1 - Ao Vivo (en live) | Disque 1 - Ao Vivo (en live) | Disque 1 - Ao Vivo (en live) | Disque 1 - Ao Vivo (en live) | Disque 1 - Ao Vivo (en live) | Disque 1 - Ao Vivo (en live) | Disque 1 - Ao Vivo (en live) |
| No                           | Titre                                 | Auteur                                      | Durée                        |                              |                              |                              |                              |                              |                              |
| ---------------------------- | ------------------------------------- | ------------------------------------------- | ---------------------------- | ---------------------------- | ---------------------------- | ---------------------------- | ---------------------------- | ---------------------------- | ---------------------------- |
| 1.                           | Panis et Circenses                    | Gilberto Gil, Caetano Veloso                | 3:12                         |                              |                              |                              |                              |                              |                              |
| 2.                           | De Noite na Cama                      | Caetano Veloso                              | 3:28                         |                              |                              |                              |                              |                              |                              |
| 3.                           | Beija Eu                              | Marisa Monte, Arnaldo Antunes, Arto Lindsay | 3:17                         |                              |                              |                              |                              |                              |                              |
| 4.                           | Give Me Love (Give me Peace on Earth) | George Harrison                             | 4:09                         |                              |                              |                              |                              |                              |                              |
| 5.                           | Ainda Lembro                          | Monte, Nando Reis                           | 3:38                         |                              |                              |                              |                              |                              |                              |
| 6.                           | A Menina Dança                        | Luiz Galvão, Moraes Moreira                 | 2:09                         |                              |                              |                              |                              |                              |                              |
| 7.                           | Dança da Solidão                      | Paulinho da Viola                           | 3:23                         |                              |                              |                              |                              |                              |                              |
| 8.                           | Ao Meu Redor                          | Reis                                        | 4:35                         |                              |                              |                              |                              |                              |                              |
| 9.                           | Bem Leve                              | Antunes, Monte                              | 2:39                         |                              |                              |                              |                              |                              |                              |
| 10.                          | Segue o Seco                          | Carlinhos Brown                             | 2:58                         |                              |                              |                              |                              |                              |                              |
| 11.                          | O Xote das Meninas                    | Zé Dantas, Luiz Gonzaga                     | 4:53                         |                              |                              |                              |                              |                              |                              |
| 38:24                        |                                       |                                             |                              |                              |                              |                              |                              |                              |                              |

| Disque 2 - Em Estúdio (en studio) | Disque 2 - Em Estúdio (en studio) | Disque 2 - Em Estúdio (en studio)  | Disque 2 - Em Estúdio (en studio) | Disque 2 - Em Estúdio (en studio) | Disque 2 - Em Estúdio (en studio) | Disque 2 - Em Estúdio (en studio) | Disque 2 - Em Estúdio (en studio) | Disque 2 - Em Estúdio (en studio) | Disque 2 - Em Estúdio (en studio) |
| No                                | Titre                             | Auteur                             | Durée                             |                                   |                                   |                                   |                                   |                                   |                                   |
| --------------------------------- | --------------------------------- | ---------------------------------- | --------------------------------- | --------------------------------- | --------------------------------- | --------------------------------- | --------------------------------- | --------------------------------- | --------------------------------- |
| 1.                                | Arrepio                           | Brown                              | 2:16                              |                                   |                                   |                                   |                                   |                                   |                                   |
| 2.                                | Magamalabares                     | Brown                              | 3:37                              |                                   |                                   |                                   |                                   |                                   |                                   |
| 3.                                | Chuva no Brejo                    | Moreira                            | 2:25                              |                                   |                                   |                                   |                                   |                                   |                                   |
| 4.                                | Cérebro Eletrônico                | Gilberto Gil                       | 2:53                              |                                   |                                   |                                   |                                   |                                   |                                   |
| 5.                                | Tempos Modernos                   | Lulu Santos                        | 3:03                              |                                   |                                   |                                   |                                   |                                   |                                   |
| 6.                                | Maraçá                            | Brown                              | 3:49                              |                                   |                                   |                                   |                                   |                                   |                                   |
| 7.                                | Blanco                            | Monte, Haroldo Campos, Octavio Paz | 0:47                              |                                   |                                   |                                   |                                   |                                   |                                   |
| 18:48                             |                                   |                                    |                                   |                                   |                                   |                                   |                                   |                                   |                                   |